# Willem Grossouw

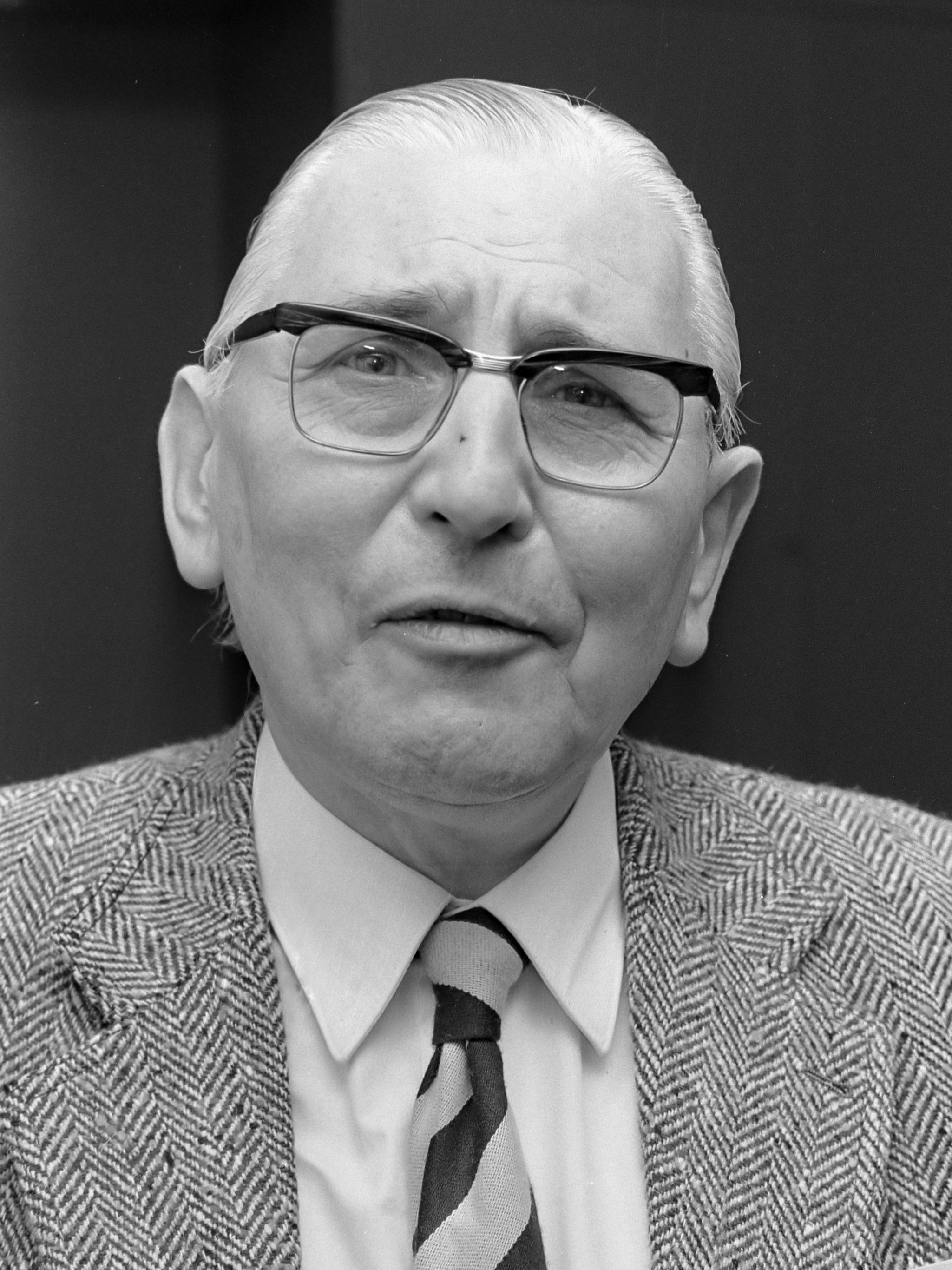
Willem Karel Grossouw (1972)

Willem Karel Grossouw (Amsterdam, 9 november 1906 – Nijmegen, 22 mei 1990) was een Nederlandse rooms-katholieke priester en theoloog.

## Levensloop
Tijdens zijn eerste levensjaar verhuisden zijn ouders naar 's-Hertogenbosch waar zijn vader handelsreiziger was. Hij groeide op in een traditioneel katholiek gezin. Nog geen twaalf jaar oud ging hij naar het klein seminarie Beekvliet, later naar het grootseminarie Haaren. In 1930 werd hij priester gewijd en door zijn bisschop, Arnold Diepen, naar Rome gezonden om aan het Pauselijk Bijbelinstituut te studeren.
Na afronding van zijn proefschrift in Rome, werd Grossouw in 1936 benoemd tot docent aan het grootseminarie te Haaren. In 1947 volgde zijn benoeming tot hoogleraar in de exegese van het Nieuwe Testament aan de Katholieke Universiteit (thans: Radboud Universiteit) te Nijmegen, een functie die hij een aantal jaren combineerde met het docentschap aan het seminarie in Haaren. In 1957/1958 was hij rector magnificus van de Katholieke Universiteit.
In zijn onderwijs richtte Grossouw vooral de aandacht op de brieven van Paulus en de geschriften van Johannes, te weten het vierde evangelie, de drie brieven op naam van Johannes en de Apocalyps, maar zijn onderzoek beperkte zich daartoe niet. Zo liet hij in 1951 baanbrekende studies het licht zien over de betekenis van de vier jaar eerder ontdekte Dode Zeerollen voor het Nieuwe Testament.
Bekendheid kreeg hij vanaf 1948 met een meditatieboek voor alle dagen van het liturgische jaar, Innerlijk leven. Meditatie en inwendig gebed beschouwde Grossouw als een soort kunst omwille van de kunst: "het sluit zijn doel in zich. Het is de liefde. En wat is er hoger dan dit?" Een andere bestseller die - ook in het buitenland - de aandacht nog rechtstreekser naar de Heilige Schrift leidde, was Bijbelse vroomheid. Beschouwingen over de spiritualiteit van het Nieuwe Testament (1954).
Aan de Nijmeegse faculteit van de theologie werd in 1957 door Grossouws persoonlijke bemoeienissen de Belgische dominicaan Edward Schillebeeckx tot hoogleraar in de dogmatiek en geschiedenis van de theologie benoemd.
In 1969 verliet Grossouw het priesterschap en trad in het huwelijk met de dertig jaar jongere Will Holland. Zij overleed zes jaar later. Het paar had toen twee jonge kinderen.
In 1977 nam Grossouw afscheid van de Nijmeegse universiteit, waarbij hij een rede uitsprak getiteld Paulus onder de joden. Na zijn afscheid werkte hij aan zijn memoires die in 1981 verschenen (Alles is van u, Gewijde en profane herinneringen). In deze autobiografie schetst Grossouw een beeld van de ontwikkelingen binnen het katholicisme sinds het eind van de Eerste Wereldoorlog. In dit boek figureren persoonlijkheden als kardinaal Bernardus Alfrink, Henricus Andreas Poels, Schillebeeckx, Tromp, Anna Terruwe, Duynstee en vele anderen. Het boek geeft een scherp belicht en kritisch getekend beeld van de ontwikkeling van het Nederlandse en het Romeins katholicisme. Hij beschrijft daarin ook zijn worsteling met het als jong priester-student aangegane celibaat.
De laatste paar jaar van zijn leven werd de uitgetreden Grossouw verpleegd in het 'Berchmanianum' in Nijmegen, een verpleeghuis van en voor jezuïeten en andere priesters en religieuzen - eigenlijk niet voor leken en wellicht nog minder voor getrouwde priesters, maar het Berchmanianum nam de grote Grossouw van weleer toch in zijn midden op.

## Werken
- The coptic versions of the minor prophets. A contribution to the study of the Septuagint, proefschrift, Rome, 1938
- Innerlijk leven. Overwegingen voor alle dagen van het jaar, meditatieboek, eerste druk, 1948
- Sint Paulus en de beschaving van zijn tijd, inaugurale rede, 1948
- Bijbelse vroomheid, Beschouwingen over de spiritualiteit van het Nieuwe Testament, 1954
- De brief van Paulus aan de Galaten, Bussum, 1974 (Het Nieuwe Testament vertaald en toegelicht)
- Paulus onder de joden, afscheidsrede, 1977
- Alles is van u. Gewijde en profane herinneringen, Baarn, 1981